# Tryggvi Guðmundsson
Tryggvi Guðmundsson (Vestmannaeyjar, 30 luglio 1974) è un ex calciatore islandese, di ruolo attaccante.

## Biografia
È il padre di Guðmundur Tryggvason, anch'egli calciatore professionista.

## Carriera

### Club
Esordisce con l'IBV nel massimo campionato islandese nel 1992 (VInce il campionato nel 1997). Nel 1998 è al Tromsø Idrettslag in Norvegia, mentre nel 2000 è allo Stabæk in Svezia. Dopo una stagione nell' Örgryte sempre in Svezia torna in patria nell' FH nel 2005 che subito lo gira in prestito allo Stoke City senza successo (con l' FH vincerà 4 campionati, una coppa d'Islanda, 3 coppe di lega e 3 supercoppe). Nel 2010 torna all' IBV società che lo ha lanciato

### Nazionale
Conta anche 42 presenze e 12 goal con la nazionale dell'Islanda.

## Palmarès

### Club

#### Competizioni nazionali
- Campionato islandese: 5

IBV: 1997
FH:2005, 2006, 2008, 2009
- Coppa d'Islanda: 1

FH: 2007
- Coppa di Lega islandese: 3

FH: 2006, 2007, 2009
- Supercoppa d'Islanda: 4

FH: 2004, 2006, 2008, 2009

#### Competizioni internazionali
- Atlantic Cup: 1

FH: 2005